# Legalidad de las terapias de conversión

Mapa de los países que prohíben las terapias de reorientación sexual.

La legalidad de las terapias de reorientación sexual se refiere a la prohibición legal de las prácticas o esfuerzos que intenten cambiar la orientación sexual, la identidad de género y la expresión de género de una persona.
Hasta abril de 2024, veinticuatro países las han prohibido: catorce países establecen prohibiciones para cualquier persona; y diez lo prohíben en el área de la salud o por profesionales médicos, de los cuales seis tienen una prohibición de forma indirecta. Brasil fue el primer país del mundo en prohibirlas, en 1999.
En países como Indonesia, Irán, Malasia y Uganda, las "terapias de conversión" son respaldadas por el Estado.

## Estatus legal
Veinticuatro países han establecido prohibiciones legales a nivel nacional contra los "esfuerzos para cambiar la orientación sexual, la identidad de género y la expresión de género" (ECOSIEG) o la «reorientación sexual» (denominada en la angloesfera «terapia de conversión»), por medio de una ley, ya sea civil o penal, u otros tipos de instrumentos legales.

### A nivel nacional
Trece países han prohibido la práctica por cualquier persona, esto es, que ni particulares, profesionales médicos, psicólogos o religiosos de cualquier tipo pueden hacerla. Diez países la prohíben únicamente a profesionales de la salud, extendiendo su práctica al ejercicio en la vida privada e incluso gratuitamente, permitiendo a los religiosos de cualquier tipo (desde comunidades a sectas) hacerlas. Las prohibiciones indirectas, aquellas sin prohibir específicamente las terapias de reorientación sexual, vetan un diagnóstico médico basado únicamente en la orientación sexual o la identidad de género y equivale efectivamente a una prohibición para todos los profesionales de la salud.
A continuación, países que han promulgado prohibiciones (en todo su territorio) contra las ECOSIEG o “terapias de conversión”:
| País | Año  | Marco legal | Proveedores prohibidos                                   | Orientación sexual y/o identidad de género                            | Adultos y/o menores de edad                                                   |
| --- | ---- | --- | -------------------------------------------------------- | --------------------------------------------------------------------- | ----------------------------------------------------------------------------- |
| Alemania | 2020 | La Ley de Protección contra los Tratamientos de Conversión prohíbe cualquier "tratamiento" realizado en seres humanos "con el objetivo de cambiar o suprimir la orientación sexual o la identidad de género autopercibida" en personas menores de 18 años, o en personas mayores de 18 años cuyo consentimiento haya sido obtenido mediando falta de voluntad o coacción. | Cualquier persona.                                       | Orientación sexual e identidad de género.                             | En el caso de adultos no se encuentra prohibido si existe consentimiento.     |
| Argentina | 2010 | El artículo 3(c) de la Ley de Salud Mental establece que en ningún caso se puede diagnosticar la salud mental de una persona sobre la base exclusiva de su "elección o identidad sexual". Esta ley prohíbe de forma indirecta las "terapias de conversión" en el área de la salud. | Profesionales de la salud mental.                        | Elección o identidad sexual.                                          | Cualquier edad.                                                               |
| Brasil | 1999 | La Resolución No. 1/99 del Consejo Federal de Psicología prohíbe la "patologización de las conductas y prácticas homoeróticas" y ordena a todos los psicólogos licenciados a que "se abstengan de realizar tratamientos coercitivos o no solicitados a los homosexuales". La Resolución No. 1/18 prohíbe a los psicólogos realizar cualquier acción que favorezca la patologización de las personas transexuales y travestis y que proponga, lleve a cabo o colabore con eventos o servicios privados, públicos, institucionales, comunitarios o promocionales destinados a la conversión, reversión, reajuste o reorientación de la identidad de género de las personas trans y travestis. | Solo aplicable a psicólogos con licencia.                | Orientación sexual e identidad de género.                             | Cualquier edad.                                                               |
| Bélgica | 2023 | La Ley de modificación del Código Penal para penalizar las prácticas de conversión sanciona la realización de "terapias de conversión" con una pena que oscila entre un mes y dos años de prisión y/o una multa de 100 a 300 euros. Prohíbe cualquier práctica que implique intervención física o el ejercicio de presión psicológica, que el perpetrador crea o afirme que tiene como objetivo reprimir o modificar la orientación sexual, la identidad de género o la expresión de género de una persona. | Cualquier persona.                                       | Orientación sexual, identidad de género y expresión de género.        | Cualquier edad.                                                               |
| Canadá | 2022 | La Ley de reforma del Código Penal (terapia de conversión) prohíbe las "prácticas, tratamientos o servicios diseñados para cambiar o modificar la orientación sexual de una persona a heterosexual; cambiar la identidad de género de una persona a cisgénero; cambiar la expresión de género de una persona para que se ajuste al sexo asignado a la persona al nacer; reprimir o reducir la atracción no heterosexual o el comportamiento sexual; reprimir la identidad de género no cisgénero de una persona; o reprimir o reducir la expresión de género de una persona que no se ajuste al sexo asignado a la persona al nacer." | Cualquier persona.                                       | Orientación sexual, identidad de género y expresión de género.        | Cualquier edad.                                                               |
| Chile | 2021 | El artículo 7 la Ley sobre Salud Mental prohíbe a los profesionales de la salud mental diagnosticar a los pacientes en función de su identidad u orientación sexual. Esta ley prohíbe de forma indirecta las "terapias de conversión" en el área de la salud. En 2023, el Ministerio de Salud instruyó mediante la Circular B2 N°6 a todos los prestadores individuales e institucionales de salud, tanto públicos como privados, la prohibición de la implementación de las “terapias de conversión o reparativas” por no ser prácticas clínicas válidas. Por otra parte, el Ministerio reconoce que los diagnósticos del estado de salud mental no pueden basarse en criterios relacionados de forma sesgada con la orientación sexual o identidad de género y expresión de género. | Profesionales de la salud mental.                        | Orientación sexual, identidad de género y expresión de género.        | Cualquier edad.                                                               |
| Chipre | 2023 | La Ley de Reforma del Código Penal incorporó el artículo 233B para penalizar a las personas que apliquen prácticas o técnicas o presten servicios destinados a cambiar, suprimir o eliminar la orientación sexual, la identidad de género o la expresión de género de una persona. | Cualquier persona.                                       | Orientación sexual, identidad de género y expresión de género.        | Cualquier edad.                                                               |
| Ecuador | 2012 | El artículo 20(a) del Acuerdo Ministerial No. 767l emitido por el Ministerio de Salud Pública en 2012, prohíbe las "terapias de conversión” en instituciones de rehabilitación. Desde 2014, el artículo 151(3) del Código Penal establece que el delito de tortura es agravado cuando se comete con la intención de modificar la orientación sexual o la identidad de género de una persona. | Cualquier persona.                                       | Orientación sexual e identidad de género.                             | Cualquier edad.                                                               |
| España | 2023 | El artículo 17 de la Ley No 4 prohíbe la práctica de métodos, programas y terapias de aversión, conversión o contracondicionamiento, en cualquier forma, destinados a modificar la orientación o identidad sexual o la expresión de género de las personas, incluso si cuentan con el consentimiento de la persona interesada o de su representante legal. | Cualquier persona.                                       | Orientación o identidad sexual o la expresión de género.              | Cualquier edad.                                                               |
| Fiyi | 2010 | El Artículo 3(1)(d) de la Ley sobre Salud Mental establece que no se considerará que una persona tiene una enfermedad mental por el hecho de que exprese o rechace o no exprese una preferencia u orientación sexual determinada. Esta ley prohíbe de forma indirecta las "terapias de conversión" en el área de la salud. | Profesionales de la salud.                               | Orientación sexual.                                                   | Cualquier edad.                                                               |
| Francia(Se aplica a Guadalupe, Guayana Francesa, Martinica, Mayotte, Nueva Caledonia, Polinesia Francesa, Reunión y Wallis y Futuna) | 2022 | La Ley No.2022-98 penaliza cualquier práctica, comportamiento o declaraciones repetitivas que tenga como objetivo modificar o reprimir la orientación sexual o la identidad de género, real o percibida, de una persona cuando tales acciones tengan el efecto de alterar la salud física o mental del individuo. Además, la ley introduce el artículo L.4163-11 en el Código de Salud Pública, que penaliza a los profesionales sanitarios que realizan consultas o prescriben tratamientos mientras afirman falsamente tener la capacidad de alterar o suprimir la orientación sexual o la identidad de género de una persona. | Cualquier persona.                                       | Orientación sexual o identidad de género, real o percibida.           | Cualquier edad.                                                               |
| Grecia | 2022 | El artículo 62 de la Ley de Salud prohíbe la prestación de "terapias de conversión" a "personas vulnerables" lo cual incluye a menores o mayores de edad que se encuentren bajo custodia legal. Define las prácticas de conversión como cualquier tratamiento destinado a cambiar la orientación sexual y la identidad o expresión de género. | Cualquier persona.                                       | Orientación sexual y la identidad o expresión de género.              | Solo personas vulnerables de acuerdo a la ley.                                |
| Islandia | 2023 | El artículo 227b del Código Penal penaliza que personas que utilicen tácticas como coerción, engaño o amenazas para obligar a alguien a recibir un tratamiento destinado a suprimir o alterar la orientación sexual, identidad de género o expresión de género de una persona. | Cualquier persona.                                       | Orientación sexual, identidad de género o expresión de género.        | Cualquier edad.                                                               |
| Israel | 2022 | El Ministerio de Salud de Israel emitió la Circular No. 03-2022 prohibiendo a los profesionales de la medicina ofrecer, publicitar o proveer "terapias de conversión" para cambiar la orientación sexual o la identidad de género de una persona. | Profesionales de la medicina o cualquier otra profesión. | Orientación sexual e identidad de género.                             | Cualquier edad.                                                               |
| Malta | 2016 | La Ley de afirmación de la orientación sexual, la identidad de género y la expresión de género prohíbe cualquier tratamiento, práctica o esfuerzo sostenido que tenga como objetivo cambiar, reprimir y/o eliminar la orientación sexual, la identidad de género y/o la expresión de género de una persona. | Cualquier persona.                                       | Orientación sexual, la identidad de género y/o la expresión de género | Cualquier edad.                                                               |
| México | 2024 | En abril de 2024, el Senado aprobó el proyecto de ley que prohíbe las terapias de conversión. La promulgación y la publicación en el Diario Oficial de la Federación se dio finalmente en junio de 2024. El Código Penal Federal penaliza de dos a seis años de prisión, además de multa, a quien realice, imparta, aplique, obligue o financie cualquier tipo de tratamiento, terapia, servicio o práctica que obstaculice, restrinja, impida, menoscabe, anule o suprima la orientación sexual, identidad o expresión de género de una persona. Las sanciones aumentan al doble si: - La víctima es menor de edad, persona con discapacidad o persona adulta mayor. - La persona autora del delito emplee violencia física, psicológica o moral en contra de la víctima. - La persona autora está empleada en el sector público. - Si existe relación laboral, docente, médica, doméstica o cualquier otra que implique subordinación entre la persona autora y la víctima. En los dos últimos incisos, también se castiga con destitución e inhabilitación hasta por un tiempo igual a la pena impuesta. La Ley General de Salud señala que las personas profesionales, técnicas o auxiliares de las disciplinas para la salud y relacionadas con las prácticas médicas que incurran en terapias de conversión serán castigadas conforme al Código Penal Federal, además de ser suspendidas en el ejercicio profesional de 1 a 3 años. Las prohibiciones locales en 21 entidades federativas siguen siendo vigentes también. | Cualquier persona.                                       | Orientación sexual, la identidad de género y/o la expresión de género | Cualquier edad.                                                               |
| Nauru | 2016 | El artículo 4a(1)(d) de la Ley de personas con trastornos mentales establece que no se puede considerar que una persona padezca un trastorno mental si expresa, exhibe o se niega a expresar una preferencia u orientación sexual determinada o no lo hace. Esta ley prohíbe de forma indirecta las "terapias de conversión" en el área de la salud. | Profesionales de la salud.                               | Orientación sexual.                                                   | Cualquier edad.                                                               |
| Noruega | 2023 | La Ley No. 16 (2023) penaliza utilizar métodos psicoterapéuticos, médicos, de medicina alternativa o de base religiosa o procedimientos sistemáticos similares con la intención de influir en una persona para que cambie, niegue o reprima su orientación sexual o identidad de género. | Cualquier persona.                                       | Orientación sexual o identidad de género.                             | Cualquier edad.                                                               |
| Nueva Zelanda | 2022 | La Ley para la prohibición de prácticas de conversión prohíbe las "prácticas de conversión" destinadas a cambiar la orientación sexual, la identidad de género o la expresión de género de cualquier persona menor de 18 años o sin capacidad legal para tomar decisiones. | Cualquier persona.                                       | Orientación sexual, identidad de género o expresión de género.        | Solo personas menores de 18 años o sin capacidad legal para tomar decisiones. |
| Paraguay | 2022 | El artículo 3(c) de la Ley de Salud Mental establece que no se puede diagnosticar la salud mental de una persona exclusivamente sobre la base de su "elección o identidad sexual". Esta ley prohíbe de forma indirecta las "terapias de conversión" en el área de la salud. | Profesionales de la salud mental.                        | Elección o identidad sexual.                                          | Cualquier edad.                                                               |
| Portugal | 2024 | La Ley No. 15/2024 introduce el artículo 176C en el Código Penal para sancionar a quien someta a otra persona a actos destinados a alterar o suprimir su orientación sexual, identidad o expresión de género. Dichos actos incluyen procedimientos médico-quirúrgicos, prácticas farmacológicas, métodos psicoterapéuticos u otras intervenciones psicológicas o conductuales. | Cualquier persona.                                       | Orientación sexual, identidad de género o expresión de género.        | Cualquier edad.                                                               |
| Samoa | 2007 | El Artículo 2 de la Ley de Salud Mental establece que no se considerará que una persona tiene una enfermedad mental por el hecho de que exprese o rechace o no exprese una preferencia u orientación sexual determinada. Esta ley prohíbe de forma indirecta las "terapias de conversión" en el área de la salud. | Profesionales de la salud mental.                        | Preferencia u orientación sexual.                                     | Cualquier edad.                                                               |
| Uruguay | 2017 | El Artículo 4 de la Ley de Salud Mental prohíbe todo diagnóstico de salud mental basado exclusivamente en la orientación sexual y la identidad de género. Esta ley prohíbe de forma indirecta las "terapias de conversión" en el área de la salud. | Profesionales de la salud mental.                        | Orientación sexual e identidad de género.                             | Cualquier edad.                                                               |
| Vietnam | 2022 | La directiva ministerial Sobre la rectificación del examen y tratamiento médico de personas homosexuales, bisexuales y transgénero prohíbe el diagnóstico de la homosexualidad o la transexualidad como una enfermedad, al tiempo que prohíbe la interferencia del tratamiento forzado sobre estos grupos. | Profesionales de la salud.                               | Orientación sexual e identidad de género.                             | Cualquier edad.                                                               |

En la República Popular China, aunque no existe una prohibición legislativa, al menos dos decisiones judiciales en 2014 y 2017 han fallado a favor de víctimas de estas prácticas. Sin embargo, en China la jurisprudencia no es obligatoria ex post.
En 2016, en respuesta a una solicitud para prohibir la "terapia de conversión" en menores, el Consejo Federal de Suiza declaró que las leyes existentes son suficientes para castigar a cualquier profesional de atención que trate la homosexualidad como una enfermedad, y cualquier profesional que ofrezca terapias de conversión está sujeto a sanciones y posibles cargos penales que serán determinados por los tribunales, caso por caso.
En febrero de 2018, el Ministerio de Salud y Bienestar de Taiwán emitió el comunicado Yi-Zih No. 1071660970 en el que se afirma que,  las personas y organizaciones que llevaran a cabo las "terapias de conversión" podrían ser responsables penalmente en virtud de la Ley de Bienestar de la Infancia y la Juventud o bien bajo el Código Penal. Existió en 2016 por parte del gobierno la iniciativa de incluir de forma explícita esta prohibición en la nueva Ley de Médicos, sin embargo, se consideró que dicha prohibición no debería estar incluida en dicho proyecto de ley.
En mayo de 2020, la Orden de Psicólogos de Albania emitió una declaración prohibiendo a sus miembros ofrecer "terapias de conversión” e indicando que cualquier miembro que proporcione tales "terapias” sería objeto de procedimientos disciplinarios por parte de la Comisión de Ética y Juicio Profesional. Esta prohibición es limitada y solo contempla ciertos profesionales de la salud mental.

### Varía por territorio
Algunas jurisdicciones de Australia, los Estados Unidos, Filipinas, India, Perú, Suiza y Venezuela las prohíben. En México ya existe una prohibición federal en vigor desde el 8 de junio de 2024, no obstante, las locales siguen siendo vigentes.
- Australia:  Queensland (2020),  Territorio de la Capital Australiana (2021),  Victoria (2021) y  Nueva Gales del Sur (2024).[1][47][48][49][50][51][51][52]

- Estados Unidos:  California (2013),  Colorado (2019),  Connecticut (2017),  Dakota del Norte (2021),  Delaware (2018),  Hawái (2018),  Illinois (2016),  Maine (2019),  Maryland (2018),  Massachusetts (2019),  Míchigan (2023),  Minnesota (2021), Nevada (2018),  Nuevo Hampshire (2019),  Nueva Jersey (2013),  Nueva York (2019),  Nuevo México (2017),  Oregón (2015),  Puerto Rico (2019),  Rhode Island (2017),  Utah (2019),  Vermont (2016),  Virginia (2020),  Washington (2018),  Washington D. C. (2015).[1][53]

Aunque no existe una prohibición nacional, varios estados de los Estados Unidos y en su defecto algunos condados prohíben la terapia de conversión.

En azul se muestran los estados y condados que la prohíben en los Estados Unidos.

- Filipinas: Bataán (2021), El artículo 4(h) de la Ordenanza n.º 16 (2021) prohíbe el "examen médico o psicológico no consensuado para determinar, alterar o ambas cosas, la orientación sexual o la identidad o expresión de género de una persona". El artículo 4(n) prohíbe infligir o amenazar con infligir daño corporal o físico o humillación, abuso verbal reiterado" con el fin de "manifestar rechazo" o impedir que une niño "exhiba o exprese" su identidad.[1][54]

- India: En junio de 2021 el Tribunal Superior de Madrás, en el estado indio de Tamil Nadu, la prohibió.[55][56][57] En diciembre de 2022, el Consejo Médico de Tamil Nadu emitió la Orden P. n.º 37 (2022) que categoriza las "terapias de conversión" como "mala conducta profesional" bajo el Reglamento del Consejo Médico Indio sobre Conducta, Etiqueta y Ética Profesional (2002). La notificación se emitió de conformidad con lo requerido por el Tribunal Superior de Madrás.[1][58][59][60]
- México:  Ciudad de México (2020),[61]  Estado de México (2020),[62]  Oaxaca (2021),[63]  Baja California Sur (2021),[64]  Zacatecas (2021),[65]  Yucatán (2021),[66]  Tlaxcala (2021),[67]  Colima (2021),[68]  Jalisco (2022),[69]  Baja California (2022),[70]  Hidalgo (2022),[71]  Sonora (2022),[72]  Nuevo León (2022),[73]  Puebla (2022),[74]  Querétaro (2022),[75]  Sinaloa (2023),[76]  Morelos (2023),[77]  Quintana Roo (2023),[78]  Guerrero (2024),[79]  Chiapas (2025),[80]  Tamaulipas (2025)[81]

- Perú:  Apurímac (2008), el artículo 9(3)(d) de la Ordenanza Regional n.º 017-2008 del Departamento de Apurímac prohíbe que se obligue a una persona a someterse a tratamiento médico y/o psicológico con el fin de alterar o modificar su orientación sexual.[82]

- Suiza: Cantón de Neuchâtel (2023), en mayo de 2023, Neuchâtel se convirtió en el primer cantón suizo en aprobar una ley local que prohíbe las "terapias de conversión".[83]

- Venezuela: Municipio Simón Rodríguez (2022), el Decreto Normativa de Protección de los Derechos Humanos de la Comunidad LGBTI (2022) prohíbe las “terapias de conversión” a nivel local.[84]

#### Casos judiciales
En 1993 el Tribunal Superior de San Francisco colocó a Lyn Duff, una adolescente lesbiana de 15 años, bajo la tutela de una pareja adoptiva después de que su madre la internara en el Centro Psiquiátrico Rivendell en West Jordan (ciudad de Utah) donde sufrió abuso sexual bajo el disfraz de terapia de reorientación sexual. La petición de Duff fue concedida sin opinión judicial.
En 1997 la terapia de reorientación sexual fue abordada por el Noveno Circuito en el contexto de una solicitud de asilo, por una lesbiana rusa que había sido detenida y torturada bajo «tratamiento para el lesbianismo». El Noveno Circuito sentenció que Rusia violó los derechos humanos de Pitcherskaia, le otorgó el asilo y negó que recibió ayuda; debido a que ésta fue tortura disfrazada «en términos benévolos como 'curar' o 'tratar' a las víctimas».
En junio de 2015, en el caso Ferguson vs. JONAH, un jurado de Nueva Jersey encontró a JONAH; una organización judía que prometía cambiar los impulsos sexuales de sus clientes; culpable de fraude al consumidor y determinó que sus prácticas comerciales eran desmesuradas.

### Respaldado por el estado
- Indonesia: En 2016, la Asociación de Psiquiatras de Indonesia clasificó a la homosexualidad y la bisexualidad como trastornos psiquiátricos y a las personas transgénero como trastorno mental, e indicó que pueden curarse a través del tratamiento adecuado.[91] En febrero de 2018, Indonesia pasó a clasificar oficialmente la homosexualidad como un "trastorno mental".[92] En 2019, se reportó que el Jefe de Oficina del Ministerio de Derecho y Derechos Humanos de Indonesia en la Provincia de Java Occidental había obligado a los reclusos homosexuales a someterse a "terapia de conversión".[1][93]
- Irán: En Irán la homosexualidad es ilegal y conlleva la pena de muerte según la ley islámica. Las instituciones religiosas, los particulares y los profesionales de la salud promueven estas terapias, esto puede incluir asesoramiento, hormonación, medicamentos, oración, terapia de aversión e incluso terapia de choques.[94]
- Malasia:Existe una serie de políticas públicas lideradas por el Estado relacionados con las "terapias de conversión" mediante programas de rehabilitación. En 2015, el Ministerio de Salud emitió el Plan Estratégico Nacional de Malasia para Acabar con el SIDA 2016-2030 el cual incluye objetivos de "cambio de comportamiento” entre hombres que tienen sexo con hombres para que "abandonen la práctica del sexo antinatural”. En 2016, el Departamento de Desarrollo Islámico del gobierno federal presentó el Plan de acción para abordar los males sociales del comportamiento LGBT (2017-2021). En 2017, el Ministerio de Salud emitió las Pautas para el manejo de problemas de salud de género en las clínicas de salud, las cuales detallan las formas de tratamiento para personas con "trastorno de identidad de género" para que sean rehabilitadas. En 2018, el gobierno lanzó una aplicación móvil que ofrecía a los usuarios un conjunto de recursos para "superar el problema de la homosexualidad”. En 2021, el primer ministro de Malasia, Ismail Sabri Yaakob, manifestó que 1.733 miembros de la comunidad LGBTI habían sido enviados al programa Muhkayyum (un campamento religioso) para "ser nutridos y alentados a cambiar o reformarse".[1][95]
- Uganda: En 2023, se promulgó la Ley contra la homosexualidad que en su artículo 16 otorga a los tribunales la facultad de ordenar "servicios sociales destinados a rehabilitar al condenado" que haya sido declarado culpable del delito de homosexualidad, lo cual implica que legalmente se impongan "terapias de conversión" como parte de la sentencia.[96]

## Propuestas legislativas
Se están considerando proyectos de ley que prohíben las "terapias de conversión" en Austria, Chile, Colombia, Costa Rica, Irlanda, Polonia, el Reino de los Países Bajos y el Reino Unido.
Los siguientes países han iniciado trámites en el Poder legislativo, manifestado la voluntad mediante el Poder ejecutivo o sentenciado la ilegalidad por el Poder judicial:

### Austria
En julio de 2022 el Ministro de Justicia confirmó que estaba preparando un proyecto de ley para prohibirla, tras las mociones unánimes del Consejo Nacional que le pedían que lo hiciera.

### Chile
En 2021, el Senado de Chile aprobó la prohibición total de las "terapias de conversión" bajo la reforma a la Ley Zamudio.  En marzo de 2024, las comisiones encargadas de la reforma en la Cámara de Diputadas y Diputados mantuvieron la prohibición propuesta. El proyecto de ley se encuentra pendiente de votación por el plenario.

### Colombia
En 2022, se presentó el proyecto de ley 272 que busca prohibir las "terapias de conversión" en razón de la orientación sexual e identidad y expresión de género. En marzo de 2024, la propuesta fue aprobada en segundo debate por la Cámara de Representantes de Colombia, quedando pendiente la tramitación y discusión por parte del Senado.

### Costa Rica
En 2018, se presentó por parte de un legislador el Proyecto de Ley n.º 20970 que propone reformar la Ley General de Salud para prohibir las llamadas "terapias de conversión". En 2023, el texto se actualizó y fue dictaminado a favor por la Comisión de Derechos Humanos. Hasta abril de 2024, la propuesta se encuentra pendiente de discusión en la Asamblea Legislativa de Costa Rica. El presidente Rodrigo Chaves manifestó en marzo de 2024 que se opone al proyecto de ley.

### Reino Unido
En diciembre de 2021 el gobierno británico presentó una consulta, para una propuesta de prohibirla en Inglaterra y Gales y luego redactar un proyecto de ley. En 2022 el proyecto se retrasó debido a una controversia, pero finalmente en enero de 2023 el gobierno cambió su decisión y la ley incluirá a las personas transgénero.